# جینی (ویرجینیای غربی)
جینی (به انگلیسی: Janie) یک منطقهٔ مسکونی در ایالات متحده آمریکا است که در شهرستان بونی، ویرجینیای غربی واقع شده‌است. جینی ۲۵۳٫۹ متر بالاتر از سطح دریا واقع شده‌است.